# Lake Eustis
Lake Eustis ist ein See im Lake County im US-Bundesstaat Florida. Der See ist 8,1 km lang, maximal 5,5 km breit, und hat eine Fläche von 31,70 km². Er ist durch den Haines Creek mit dem Lake Griffin verbunden. An seinem Ufer liegen die Städte Eustis (Osten) und Tavares (Süden), sowie die Ortschaft Grand Island im Norden.